# Ceratophyllum muricatum
Ceratophyllum muricatum är en särvväxtart som beskrevs av Adelbert von Chamisso. Ceratophyllum muricatum ingår i släktet särvar, och familjen särvväxter. IUCN kategoriserar arten globalt som livskraftig. Arten delas in i följande underarter:
- C. m. australe
- C. m. kossinskyi
- C. m. muricatum